# Ночь в баре Маккула
«Ночь в баре Макку́ла» (англ. One Night at McCool’s) — комедийный художественный фильм, снятый режиссёром Харольдом Цвартом в 2001 году.

## Сюжет
Красавица Джуэл в паре с неким отмороженным типом по прозвищу Юта занимаются мелким грабежом. Джуэл благодаря своей неотразимости работает как наживка, заманивая очередного клиента в свои сети. Когда дело доходит до отъёма собственности, в дело вступает Юта.
Молодой человек по имени Рэнди (Мэтт Диллон) работает барменом в ночном заведении и однажды оказывается в подобном переплёте. Однако на этот раз всё пошло не как обычно, и ситуация грозила выйти из под контроля, когда разъярённый Юта взялся за Рэнди всерьёз. Джуэл убивает своего напарника, и с этого момента жизнь Рэнди круто меняется: обольстительная Джуэл поселяется в его доме и стремится осуществить свои заветные мечты. Параллельно ведётся расследование убийства, в ходе которого Джуэл знакомится с детективом Делингом и буквально сводит его с ума. Затем Рэнди знакомит Джуэл с семьёй своего брата — адвоката Карла Хардинга. Последний также теряет голову от Джуэл. Она успешно чередует свидания с тремя персонажами, и никто из них не подозревает об этом.
Всю историю, развернувшуюся в фильме, Рэнди рассказывает некоему мистеру Бормайстеру (Майкл Дуглас), который за определённую сумму берётся избавить парня от Джуэл и свалившихся на него тяжких перемен. Параллельно детектив Делинг рассказывает о происходящем своему другу — пастору Джимми, и, наконец, адвокат Хардинг откровенничает обо всём происшедшем со своим психоаналитиком.
Три линии, постоянно переплетаясь, ведут к финальной сцене с участием всех персонажей и в итоге — к неожиданной развязке.

## В ролях
| Актёр             | Роль                             |
| ----------------- | -------------------------------- |
| Мэтт Диллон       | Рэнди, главный герой             |
| Лив Тайлер        | Джуэл Вэлэнтайн                  |
| Майкл Дуглас      | мистер Бормайстер                |
| Пол Райзер        | адвокат Карл Хардинг, брат Рэнди |
| Джон Гудмен       | детектив Делинг                  |
| Эндрю Дайс Клэй   | Юта                              |
| Снди Мартин       | ведущая лотереи «Бинго»          |
| Андреа Бендьюуолд | Карен, жена адвоката             |
| Роб Нойкирх       | посыльный                        |
| Ричард Дженкинс   | пастор Джимми                    |